# Hespererato maugeriae
Hespererato maugeriae is een slakkensoort uit de familie van de Eratoidae. De wetenschappelijke naam van de soort is voor het eerst geldig gepubliceerd in 1832 door J. E. Gray.